# Provincia de Prato
Prato (en italiano: provincia di Prato) es una provincia de la región de la Toscana, en Italia. Su capital y ciudad más poblada es Prato. Se creó en 1992 por escisión de la provincia de Florencia.
Tiene un área de 365 km², y una población total de 227 886 habitantes (2001). Hay 7 comuni (municipios) en la provincia (fuente: ISTAT, véase este enlace).